# Uhola Catenae
Uhola Catenae est une structure géologique de la planète naine (1) Cérès. Le nom de cette structure a été adopté par l'Union astronomique internationale le 12 septembre 2016 et est issu d'une fête des récoltes nigériane.